# Norsko na Letních olympijských hrách 2004
Norsko na Letních olympijských hrách 2004 v Athénách reprezentovalo 52 sportovců, z toho 35 mužů a 17 žen. Nejmladším účastníkem byla Alexander Dale Oen (19 let, 86 dní), nejstarším pak Harald Stenvaag (51 let, 171 dní). Reprezentanti vybojovali 6 medailí, z toho 5 zlatých, a 1 bronzovou.

## Medailisté
| Medaile | Jméno                                  | Sport      | Disciplína         |
| ------- | -------------------------------------- | ---------- | ------------------ |
| Zlato   | Andreas Thorkildsen                    | Atletika   | Muži hod oštěpem   |
| Zlato   | Eirik Verås Larsen                     | Kanoistika | Muži K-1 1000 m    |
| Zlato   | Gunn-Rita Dahleová                     | Cyklistika | Ženy cross-country |
| Zlato   | Olaf Tufte                             | Veslování  | Muži skif          |
| Zlato   | Siren Sundbyová                        | Jachting   | Ženy třída Evropa  |
| Bronz   | Nils Olav Fjeldheim Eirik Verås Larsen | Kanoistika | Muži K-2 1000 m    |